# Ocean Food
Die Ocean Food GmbH & Co. KG mit Sitz in Bremerhaven war das letzte selbständige deutsche Unternehmen der großen Hochseefischerei, welches ein eigenes Schiff bereederte und einsetzte.
Das Unternehmen wurde 1997 gegründet. Persönlich haftende Gesellschafterin war die 1986 gegründete Ocean Food Beteiligungs GmbH. Die meist um die 15 Kommanditisten waren Unternehmen und Privatpersonen des Fischereigewerbes, wobei über weite Strecken der Unternehmensgeschichte der Fischereihafen Bremerhaven, eine Tochtergesellschaft des Landes Bremen, maßgeblich beteiligt war.
Gesellschafter der Beteiligungsgesellschaft und öffentlich auftretende Gründer der Unternehmung waren vier Fischereikapitäne, darunter der Geschäftsführer Klaus Hartmann, der zudem Vorsitzender des Deutschen Hochseefischereiverbandes und seit 2001 der Präsident des Bundesmarktverbandes der deutschen Fischwirtschaft war.
Der von der Ocean Food betriebene Trawler war die Atlantic Peace (Länge 57,00 Meter, Breite 13,10 Meter, Tiefgang 4,98 Meter, Laderaumkapazität 600 Tonnen, Bruttoraumzahl 1.597 gt, Besatzung 27 Mann, Fischereikennzeichen BX786). Die Atlantic Peace kann als sogenanntes Fabrikschiff ihren Fang direkt an Bord verarbeiten. Sie fischte primär in der Nordsee, der Barentssee sowie rund um Island, Grönland, Neufundland sowie die Färöer.
Im Februar 2009 wurde die Atlantic Peace an den niederländischen Fischereikonzern Parlevliet & Van der Plas verkauft, dessen Vertreter damit auch die Geschäftsführung der Beteiligungsgesellschaft übernahmen. Seit diesem Zeitpunkt befinden sich alle verbliebenen deutschen Hochseefischer-Unternehmen in der Hand ausländischer Fischerei-Unternehmen. Keines der sieben (Stand: 11. Mai 2020) in der deutschen Hochseefischerei eingesetzten Schiffe wird seitdem mehr durch eine deutsche Reederei betrieben.
Im Jahr 2017 wurde die Ocean Food GmbH & Co. KG aufgelöst und aus dem Handelsregister gelöscht. Die Ocean Food Beteiligungs GmbH besteht fort und ist inzwischen ein Tochterunternehmen der Doggerbank Seefischerei GmbH.